# Supergroothoekobjectief
Een supergroothoeklens is een fotografisch objectief waarvan de beeldhoek veel groter is en de brandpuntsafstand veel korter is dan van een standaardobjectief. De grens tussen "normale" groothoeklenzen en supergroothoeklenzen is niet exact gedefinieerd, maar ligt voor kleinbeeld ergens tussen brandpuntsafstanden 20 en 24 mm.
In tegenstelling tot fisheye-objectieven geven supergroothoeklenzen een normale afbeelding (lijnperspectief, dat wil zeggen dat rechte lijnen in het onderwerp ook als rechte lijnen afgebeeld worden. Hierdoor treedt er aan de randen van het beeld wel enige uitrekking op, de zogenaamde groothoekvertekening.
Supergroothoeklenzen voor spiegelreflexcamera's zijn van een zogenaamde retrofocusconstructie. Een normale lens met een korte brandpuntsafstand komt zo dicht bij het beeldvlak dat de opklappende spiegel geblokkeerd wordt. Een retrofocuslens wordt zodanig ontworpen dat de vrije ruimte tussen lens en beeldvlak groot genoeg is. Hierdoor ontstaat weer extra vertekening die gecorrigeerd moet worden, waardoor de constructie van dergelijke lenzen ingewikkelder en in verhouding ook duurder is dan van lenzen met een langere brandpuntsafstand.

## Extremen
Wanneer de in brochures vermelde brandpuntsafstanden exact kloppen, wat meestal niet het geval is, dan zijn dit de huidige extreme beeldhoeken (eind 2006). De diameter van de beeldcirkel is:
- 122,0° Super-Angulon voor technische camera's
- 121,7° Sigma 12 mm voor kleinbeeld
- 114,2° Olympus 7–14 mm zoom voor het digitale E-systeem
- 113,8° Nikon 14 mm voor kleinbeeld en Canon 14 mm voor kleinbeeld en vol-digitaal